# David Durand
Pour les articles homonymes, voir Durand et David Durand (acteur).
David Durand est un pasteur protestant et écrivain français, né en 1680 à Sommières en Languedoc et mort le 16 janvier 1763 à Londres. Il est connu comme pasteur, auteur et traducteur.

## Biographie
David Durand naît à Sommières, en Languedoc en 1680. Il fait ses études de théologie à Bâle, il est pasteur à Rotterdam, puis s'installe en 1711 à Londres, où il est nommé pasteur de l'église réformée française de Savoy, établie en 1550 par une charte royale d'Édouard VI,. Il est élu membre de la Royal Society le 16 janvier 1729.
Il meurt à Londres à 83 ans, le 16 janvier 1763.

## Activités éditoriales
Il publie une Vie de Lucilio Vanini (1717), La Religion des Mahométans (1721) et il continue Paul Rapin de Thoyras. Il a traduit les Académiques de Cicéron (1740) et édite le texte latin de L'Histoire de la peinture ancienne, chapitre du livre de Pline l'Ancien, Histoire naturelle, avec des notes en français.

## Pour approfondir